# Dick Francis
Cho nhà minh họa khoa học viễn tưởng, xem Dick Francis (nhà minh họa).
Richard Stanley "Dick" Francis (31 tháng 10 năm 1920 – 14 tháng 2 năm 2010) là một trong những nhà văn viết truyện trinh thám tội phạm lấy bối cảnh đua ngựa có sách bán chạy nhất ở Anh, cũng là cựu vô địch đua ngựa người Wales
Francis sinh tại Pembrokeshire, Wales. Một số thông tin khác cho rằng nơi sinh của ông là thị trấn Martletwy trong nội địa, nhưng ít nhất hai trong số các sơ lược tiểu sử của ông nhận định nơi sinh của ông ở thị trấn duyên hải Tenby. Một thời gian là một nhà đua ngựa chạy vượt rào thành công, ông về hưu năm 1957 và trở thành nhà viết văn. Số lượng sách do ông viết lên đến 42 cuốn, đa số lấy bối cảnh đua ngựa. Ông qua đời tại tư gia ở Quần đảo Cayman ngày 14 tháng 2 năm 2010, hưởng thọ 89 tuổi.